# 海地文化
海地文化相當多元，主要偏向非洲的伏都教（巫毒）文化，在法國殖民海地時期，當地曾經被大量傳入天主教的信仰習慣。

## 宗教與神話
海地的宗教信仰相當多元，其大多數是在法國人的殖民海地時期所引進。而這些宗教也孕育出許多豐富的神話故事，但較少為人知。現今海地的國教是天主教。

### 宗教信仰
| 主要宗教的名稱 | 信仰比例   | 引進年代                       | 備註     |
| -------------- | ---------- | ------------------------------ | -------- |
| 天主教         | 80%～85%   | 約1967年（即法國殖民海地初年） | 法定國教 |
| 基督教         | 20%        | 法國殖民時期                   |          |
| 伏都教         | 無確切數字 | 法國殖民時期                   | 具有爭議 |

經過調查，约80%的海地人口宣称信仰天主教，20%的海地人口則是信仰基督教绝大多数目前从属于罗马天主教。与其它拉丁美洲国家类似，海地也曾是欧洲天主教国家的殖民地（法國），因此天主教的信仰也就因此進入了海地。由於天主教的信仰觀念已在當地大多數人民的思想中深耕蒂固，所以在海地正式獨立後，天主教很快的在海地宪法中被定为正式国教。至今约有80%至85的海地人为天主教徒。根据海地天主教会的统计，目前在海地的两个主教区内共有251个教区和1500个基督徒乡村社区。

天主教徒佔世界各國人口比例一覽圖，海地所佔的比例頗多

另有相当数量海地人信奉伏都教（又称巫毒教（Voodoo））这种起源自非洲的传统多神崇拜， 因法国人由非洲掳走大量黑人到法国的殖民地做奴隶，因而传入海地。但目前没有关于海地伏都教信徒的权威统计数字，具有不少爭議（海地人有句俗语，海地有80%天主教徒但有100%巫毒教徒）。
雖然巫毒教在海地之信仰人口還不確定，但是對於音樂與節慶部分影響程度比天主教更為深入和廣泛，甚至是兩者混合。。

### 神話
海地神話（又稱美國巫毒神話）是一種發源於海地的神話。海地神話起源於法國殖民海地時期，融合巫毒教與基督教文化所發展出來，與達荷美神話有幾分類似。在神話中的一些傳說也有受到印地安人文化之影響。

## 音乐
海地人大多信仰祖先从非洲带到新大陆的多神教-伏都教（Voodoo），该教认为音乐是现实世界和理想世界间的桥梁和中介，这对海地音乐影响极为深远，海地流行的各种音乐体裁，差不多都与伏都教的宗教仪式以及社会礼仪有关。
在非洲音乐中，鼓具有特殊重要的地位。海地音乐最重要的乐器也是鼓，伏都教仪式用鼓乐伴奏。海地鼓乐队一般由三种大小不同的鼓和其他打击乐器组成，许多打击乐器就地取材、经过少许加工而制成的，如称为“擦擦”的摇晃器，便是装满干种子的葫芦，而“阿桑”则是挂着珠子的葫芦。

## 文学

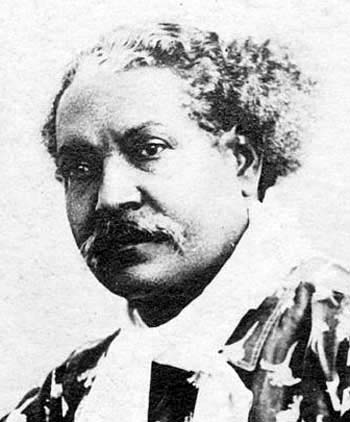
奥斯瓦尔德·迪朗

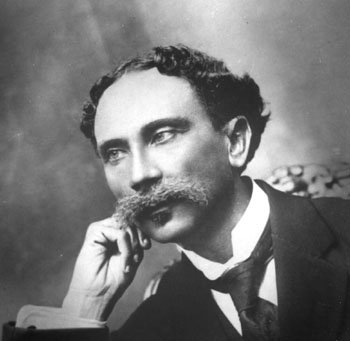
埃塞·维莱尔

在整个19世纪绝大部分时间里，海地的诗歌倾向于模仿法国浪漫主义的诗体，诗人们多以法文创作，奥斯瓦尔德·迪朗是关注海地的特有魅力的少有的几个诗人之一。他开创了用海地克里奥尔语创作的先例，其抒情诗《舒昆》至今仍是海地诗歌史上具有里程碑意义的作品。
1898年，海地诗歌沙龙“圆桌”创立，集合了埃塞·维莱尔、乔治·西尔万、埃德蒙·拉福雷等一群后期浪漫主义诗人。
在小说方面，突出的作家有弗雷德里克·马塞兰，著有小说4种，其中的《马里利塞》（法语：Marilisse）对海地社会进行了详细深刻的描写。作家雅克·罗曼则是海地共产党的领导人，著有以下层社会生活为题材的小说《露的领袖们》。

## 藝術
參見：海地繪畫

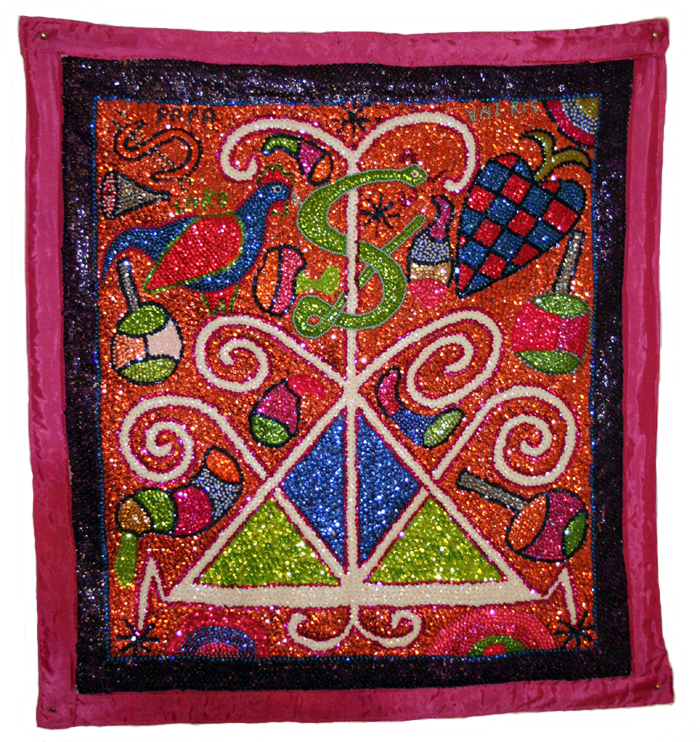
鮮豔的海地傳統染布

絢麗的色彩、單純的創作觀點，是海地藝術的一大特色。海地人常把對於土地貧瘠的無奈、對故鄉的思念給發揮在藝術上面，因此創作題材純樸，又能把當地居民的平日生活給表現出來。
海地藝術與非洲和加勒比海國家的藝術型態較為類似，且有時可以看見原住民的圖騰在染布、畫作上。

## 烹饪

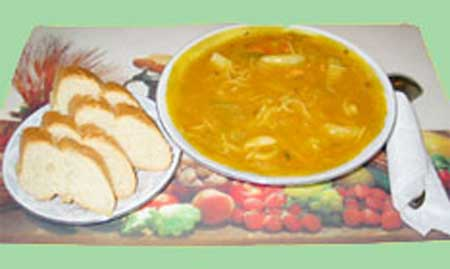
一桌海地傳統美食

海地烹飪受到非洲菜與法式烹飪影響極深，是由信仰伏都教的非洲奴隸和殖民者－法國引進來。時至今日，這兩種飲食文化在海地已經混合，演變成另一種獨特的飲食文化。海地的烹飪習慣也與一些加勒比海國家的烹飪文化有所類似。珠穆湯是该国的國民美食，每年元旦喝珠穆湯紀念建國日，已成為海地人的習俗，该汤也是联合国教科文组织认证的人类非物质文化遗产代表作。
大米和豆子是現在海地平民的主要食物，其他常见食物和调味料包括猪肉、羊肉、鸡、鱼、玉米粉、秋葵、茄子、番茄、红辣椒、绿辣椒、香蕉（大蕉）、芹菜、洋葱、芫荽、大蒜。

### 飲料
海地也擁有相當豐富的飲料文化，是在各個節慶中缺一不可的重要角色。目前主要的飲料種類有兩種，一種是啤酒，另一種是非酒精的熱帶水果飲品。

## 海地節日
| 節日名稱 | 日期     | 備考                   |
| -------- | -------- | ---------------------- |
| 元旦     | 1月1日   | 屬於當地傳統節日       |
| 狂歡節   | 2月全部  | 有時稱作「海地狂歡節」 |
| 聖誕節   | 12月25日 | 屬於西方節日           |

海地所有節日中，最熱鬧也最盛大的就是狂歡節，在為期一個月的節日慶典中，街上會擠進大大小小的遊行隊伍，並且有觀光巴士在大街上行駛，以供觀光客搭乘。在狂歡節裡，也會有一些伏都教的傳統活動舉辦，如祈禱或向神明雕像跪拜。

## 外部連結
- 海地狂歡節 （页面存档备份，存于）
- 海地照片 （页面存档备份，存于）